# John Maxwell (Golfspieler)
John Riley Maxwell (* 16. Juli 1871 in Olena, Illinois; † 3. Juni 1906 in Keokuk, Iowa) war ein US-amerikanischer Golfer.

## Biografie
John Maxwell, der in Illinois Medizin studiert hatte, spielte Golf im Keokuk Country Club. Bei den Olympischen Spielen 1904 in St. Louis konnte er im Mannschaftswettkampf mit der Trans Mississippi Golf Association die Silbermedaille gewinnen. Da er in seine Arztpraxis zurückkehren musste, nahm er nicht am Einzelwettbewerb teil. Maxwell war Professor für Anatomie und Chirurgie sowie einer der Spezialisten für Proktologie am Keokuk Medical College. 1906 starb er im Alter von 34 Jahren an Nierenversagen.